# Знатный клиент
«Сиятельный клиент» (англ. The Adventure of the Illustrious Client) — один из рассказов английского писателя Артура Конан Дойла о знаменитом сыщике Шерлоке Холмсе. Входит в завершающий сборник рассказов «Архив Шерлока Холмса», опубликованный в 1927 г.

## Сюжет
К Шерлоку Холмсу за помощью обращается сэр Джеймс Дэймри в качестве посредника от неназванного «сиятельного клиента». Юная аристократка Виолетта де Мервиль собирается выйти замуж за одного из самых опасных преступников Европы, барона Адальберта Грюнера. Сэр Джеймс просит Холмса расстроить этот предстоящий брак.
Холмс встречается с Грюнером и пытается уговорить его отказаться от женитьбы, но барон в ответ угрожает сыщику расправой. Тогда Холмс встречается с бывшим преступником Шинвелом Джонсоном, который знакомит его с некой Китти Уинтер, одной из жертв Грюнера. Она сообщает, что у барона есть некий дневник, в котором с бесстыдными подробностями описаны все его любовные похождения с именами соблазнённых Грюнером женщин.
Холмс и Уинтер встречаются с Виолеттой де Мервиль и пытаются вдвоём отговорить её от замужества с Грюнером, но всё тщетно. Вскоре барон реализует свои угрозы: на Холмса совершается нападение, он получает серьёзные повреждения. В течение недели Ватсон ухаживает за своим раненым другом.
Холмс просит Ватсона помочь ему в этом деле. Ватсон, представившись вымышленным именем, должен встретиться и предложить Грюнеру, страстному коллекционеру фарфора, редчайшее блюдце из Китая. Барон встречает Ватсона настороженно и вскоре понимает, что Ватсон не тот, за кого себя выдаёт. Ватсон, предвидя нападение, готов защищаться, но внезапно Грюнер слышит шум в своём личном кабинете и бросается туда. Там барон застаёт Холмса, который, взломав сейф и выкрав тот самый дневник, выпрыгивает в окно. Грюнер подбегает к окну, и в это время мисс Уинтер, которая была вместе с Холмсом, ожидая сыщика на улице, выплёскивает в лицо барону банку с серной кислотой. Получив сильнейший химический ожог лица, Грюнер оказывается изуродован и теряет зрение.
Холмс передает сэру Джеймсу Дэймри похищенный дневник, в результате чего свадьба барона и Виолетты де Мервиль расстроена. Китти Уинтер получает за своё преступление самое мягкое наказание, а загадочный «сиятельный клиент», в котором угадывается фигура самого короля Великобритании, помогает Холмсу полностью избежать наказания за кражу со взломом в доме Грюнера.

### Интересные факты
- Также есть рассказ с похожим названием, который называется «Знатный холостяк».
- Один из тех рассказов, где жизни Холмса угрожает опасность (Холмс был серьёзно избит).
- Рассказ был экранизирован в двух сериях сериала «Элементарно», где Дел Грюнер является известным филантропом и одновременно серийным убийцей и насильником. Китти Уинтер была одной из его жертв, но смогла сбежать, после чего стала сыщиком и впоследствии — протеже Холмса. Китти участвует в сериале как постоянный персонаж с первой серии третьего сезона, а в 11—12 сериях они расследуют её дело.  Позже, в пятом сезоне, в сериал был введён персонаж Шинвелл Джонсон, который фигурировал в рассказе как информатор Холмса.
- Один из рассказов, где клиент королевских кровей (Скандал в Богемии), и один из рассказов, где Шерлоку Холмсу пришлось не совсем законно завладеть искомой вещью («Конец Чарльза Огастеса Милвертона»)